# Copa do Mundo FIFA Sub-20 de 1993
O Mundial Sub-20 de Futebol de 1993 foi disputado na Austrália entre 5 de Março e 20 de Março de 1993. Esta foi a 9ª edição da competição, e a primeira vez em que uma seleção foi tricampeã.

## Árbitros
Esta é a lista de árbitros e assistentes que atuaram na Copa do Mundo Sub-20 de 1993:
| Árbitros                                                                                       | Assistentes |
| AFC                                                                                            | AFC |
| ---------------------------------------------------------------------------------------------- | --- |
| KUW Essa Al Jassas MAS Letchmanasamy Kathirveloo                                               | CHN Li Yingming |
| CAF                                                                                            | |
| CGO Omer Yengo TOG Dodji Hounnake-Kouassi                                                      | EGY Abdel-Magid Hassan |
| OFC                                                                                            | |
| AUS Richard Lorenc                                                                             | AUS Robert William Davies AUS Emmanuel Loupis AUS Carlo Grasser AUS Eugene Brazzale AUS Alex Spiroski AUS Gordon Dunster AUS John Rexford Bowdler |
| CONCACAF                                                                                       | |
| CRC Rodrigo Sequeira GUA Fredy Escobar                                                         | MEX Gilberto Alcala BAH Yousif Al Ghattan TRI Douglas Micael James                                                                                |
| CONMEBOL                                                                                       | |
| BRA Renato Marsiglia URY Jorge Parra COL Armando Hoyos                                         | PAR Cecilio Zarate ARG Ernesto Taibi |
| UEFA                                                                                           | |
| DEN Kim Milton Nielsen FRA Remi Harrel TUR Ahmet Cakar GER Hellmut Krug RUS Serguei Khussainov | FIN Tapio Yli-Karro |

## Fase de Grupos

### Grupo A
| Selecção  | Pts | J | V | E | D | GM | GS | +/- |
| --------- | --- | - | - | - | - | -- | -- | --- |
| Rússia    | 4   | 3 | 2 | 0 | 1 | 6  | 4  | +2  |
| Austrália | 4   | 3 | 2 | 0 | 1 | 5  | 4  | +1  |
| Camarões  | 2   | 3 | 1 | 0 | 2 | 4  | 5  | −1  |
| Colômbia  | 2   | 3 | 1 | 0 | 2 | 5  | 7  | −2  |

| 5 de março | Austrália                | 2 – 1     | Colômbia     | Sydney Football Stadium, Sydney                 |
| 20:30      | Milicic 39' · Muscat 78' | Relatório | Zambrano 35' | Público: 31 883 Árbitro: DIN Kim Milton Nielsen |

| 6 de março | Rússia                    | 2 – 0     | Camarões | Canberra Stadium, Camberra                   |
| 20:30      | Zazulin 1' · Karataev 37' | Relatório |          | Público: 5 362 Árbitro: BRA Renato Marsiglia |

| 8 de Março de 1993 20:30 | Austrália                                     | 3–1       | Rússia     | Sydney                                   |
|                          | Magomedov (p.b.) 12' Milicic 69' Agostino 81' | Relatório | Chudin 18' | Público: 18,982 Árbitro: Rodrigo Badilla |

| 8 de Março de 1993 18:15 | Colômbia                       | 3–2       | Camarões           | Canberra                                      |
|                          | Zambrano 43', 83' Restrepo 45' | Relatório | Foé 12' Ndiefi 44' | Público: 3,749 Árbitro: Essa Rashed Al Jassas |

| 11 de Março de 1993 20:30 | Austrália | 0–2       | Camarões               | Sydney                                    |
|                           |           | Relatório | Tchoutang 44' Embe 90' | Público: 27,581 Árbitro: Renato Marsiglia |

| 11 de Março de 1993 18:15 | Colômbia               | 1–3       | Rússia                                      | Sydney                                      |
|                           | Betancourth 63' (g.p.) | Relatório | Karataev 6' (g.p.) Ananko 19' Savchenko 86' | Público: 27,581 Árbitro: Kim Milton Nielsen |

### Grupo B
| Selecção | Pts | J | V | E | D | GM | GS | +/- |
| -------- | --- | - | - | - | - | -- | -- | --- |
| Uruguai  | 5   | 3 | 2 | 1 | 0 | 5  | 3  | +2  |
| Gana     | 4   | 3 | 1 | 2 | 0 | 5  | 3  | +2  |
| Alemanha | 3   | 3 | 1 | 1 | 1 | 4  | 4  | 0   |
| Portugal | 0   | 3 | 0 | 0 | 3 | 1  | 5  | −4  |

| 6 de Março de 1993 18:15 | Portugal | 0–1       | Alemanha    | Brisbane                             |
|                          |          | Relatório | Jancker 86' | Público: 15,000 Árbitro: Rémi Harrel |

| 6 de Março de 1993 20:30 | Uruguai    | 1–1       | Gana        | Brisbane                             |
|                          | Correa 22' | Relatório | Ahinful 72' | Público: 15,000 Árbitro: Ahmet Çakar |

| 9 de Março de 1993 18:15 | Alemanha                      | 2–2       | Gana                 | Brisbane                                          |
|                          | Breitenreiter 39' Jancker 80' | Relatório | Kuffour 36' Duah 70' | Público: 6,000 Árbitro: Letchmanasamy Kathirveloo |

| 9 de Março de 1993 20:30 | Portugal  | 1–2       | Uruguai         | Brisbane                                     |
|                          | Bambo 32' | Relatório | O'Neill 8', 87' | Público: 6,000 Árbitro: Fredy Burgos Escobar |

| 11 de Março de 1993 18:15 | Alemanha          | 1–2       | Uruguai             | Brisbane Attendance: 7,000 Referee: Ahmet Çakar |
|                           | Breitenreiter 74' | Relatório | López 2' Correa 65' |                                                 |

| 11 de Março de 1993 20:30 | Portugal | 0–2       | Gana                   | Brisbane Attendance: 7,000 Referee: Letchmanasamy Kathirveloo |
|                           |          | Relatório | Lamptey 5' Akonnor 42' |                                                               |

### Grupo C
| Selecção       | Pts | J | V | E | D | GM | GS | +/- |
| -------------- | --- | - | - | - | - | -- | -- | --- |
| Inglaterra     | 5   | 3 | 2 | 1 | 0 | 3  | 1  | +2  |
| Estados Unidos | 3   | 3 | 1 | 1 | 1 | 8  | 3  | +5  |
| Coreia do Sul  | 3   | 3 | 0 | 3 | 0 | 4  | 4  | 0   |
| Turquia        | 1   | 3 | 0 | 1 | 2 | 1  | 8  | −7  |

| 7 de Março de 1993 18:15 | Coreia do Sul     | 1–1       | Inglaterra | Melbourne                             |
|                          | Watson 32' (p.b.) | Relatório | Pearce 82' | Público: 15,732 Árbitro: Hellmut Krug |

| 7 de Março de 1993 20:30 | Turquia | 0–6       | Estados Unidos                                  | Melbourne                                  |
|                          |         | Relatório | Baba 22' Joseph 26', 72' Faklaris 28', 46', 90' | Público: 15,732 Árbitro: Jorge Luis Nieves |

| 9 de Março de 1993 18:15 | Inglaterra        | 1–0       | Estados Unidos | Melbourne                                 |
|                          | Bart-Williams 69' | Relatório |                | Público: 9,274 Árbitro: Jorge Luis Nieves |

| 9 de Março de 1993 20:30 | Coreia do Sul | 1–1       | Turquia    | Melbourne                                            |
|                          | Cho 48'       | Relatório | Recber 85' | Público: 9,274 Árbitro: Dodji Mawuk Hounnake Kouassi |

| 11 de Março de 1993 18:15 | Inglaterra  | 1–0       | Turquia | Melbourne                                  |
|                           | Joachim 12' | Relatório |         | Público: 12,972 Árbitro: Jorge Luis Nieves |

| 11 de Março de 1993 20:30 | Coreia do Sul | 2–2       | Estados Unidos         | Melbourne                             |
|                           | Lee 39', 52'  | Relatório | Kelly 37' Zavagnin 78' | Público: 12,972 Árbitro: Hellmut Krug |

### Grupo D
| Selecção       | Pts | J | V | E | D | GM | GS | +/- |
| -------------- | --- | - | - | - | - | -- | -- | --- |
| Brasil         | 5   | 3 | 2 | 1 | 0 | 4  | 1  | +3  |
| México         | 4   | 3 | 2 | 0 | 1 | 6  | 3  | +3  |
| Arábia Saudita | 2   | 3 | 0 | 2 | 1 | 1  | 2  | −1  |
| Noruega        | 1   | 3 | 0 | 1 | 2 | 0  | 5  | −5  |

| 7 de Março de 1993 18:15 | México                    | 3–0       | Noruega | Adelaide                                |
|                          | Nieto 45', 71' Olalde 84' | Relatório |         | Público: 10,000 Árbitro: Richard Lorenc |

| 7 de Março de 1993 20:30 | Brasil | 0–0       | Arábia Saudita | Adelaide                                    |
|                          |        | Relatório |                | Público: 10,000 Árbitro: Serguei Khussainov |

| 9 de Março de 1993 18:15 | Noruega | 0–0       | Arábia Saudita | Adelaide                            |
|                          |         | Relatório |                | Público: 10,000 Árbitro: Omer Yengo |

| 9 de Março de 1993 20:30 | México    | 1–2       | Brasil                             | Adelaide                                     |
|                          | Nieto 80' | Relatório | Adriano 22' (g.p.) Gian 56' (g.p.) | Público: 10,000 Árbitro: Armando Pérez Hoyos |

| 11 de Março de 1993 18:15 | Noruega | 0–2       | Brasil               | Adelaide                                   |
|                           |         | Relatório | Gian 59' Adriano 62' | Público: 7,000 Árbitro: Serguei Khussainov |

| 11 de Março de 1993 20:30 | México           | 2–1       | Arábia Saudita | Adelaide                               |
|                           | Salazar 60', 72' | Relatório | Al Takrouni 5' | Público: 7,000 Árbitro: Richard Lorenc |

## Fases finais
|  | Quartas de final        | Quartas de final        |                      |           | Semifinais     | Semifinais     |  |  | Final                | Final |
|  |                         |                         |                      |           |                |                |  |  |                      |       |
|  | 13 de Março - Sydney    |                         |                      |           |                |                |  |  |                      |       |
|  |                         |                         |                      |           |                |                |  |  |                      |       |
|  | Rússia                  | 0                       |                      |           |                |                |  |  |                      |       |
|  | Rússia                  | 0                       | 17 de Março - Sydney |           |                |                |  |  |                      |       |
|  | Gana                    | 3                       |                      |           |                |                |  |  |                      |       |
|  | Gana                    | 3                       | Gana                 | 2         |                |                |  |  |                      |       |
|  | 14 de Março - Melbourne |                         | Gana                 | 2         |                |                |  |  |                      |       |
|  |                         | Inglaterra              | 1                    |           |                |                |  |  |                      |       |
|  | Inglaterra (g.p.)       | Inglaterra              | 1                    | 0 (4)     |                |                |  |  |                      |       |
|  | Inglaterra (g.p.)       |                         | 20 de Março - Sydney | 0 (4)     |                |                |  |  |                      |       |
|  | México                  | 0 (3)                   |                      |           |                |                |  |  |                      |       |
|  | México                  | 0 (3)                   | Gana                 | 1         |                |                |  |  |                      |       |
|  | 13 de Março - Brisbane  |                         | Gana                 | 1         |                |                |  |  |                      |       |
|  |                         | Brasil                  | 2                    |           |                |                |  |  |                      |       |
|  | Uruguai                 | Brasil                  | 2                    | 1         |                |                |  |  |                      |       |
|  | Uruguai                 | 17 de Março - Melbourne |                      | 1         |                |                |  |  |                      |       |
|  | Austrália (a.p.)        | 2                       |                      |           |                |                |  |  |                      |       |
|  | Austrália (a.p.)        | 2                       | Austrália            | 0         | Terceiro lugar | Terceiro lugar |  |  |                      |       |
|  | 14 de Março - Adelaide  |                         | Austrália            | 0         | Terceiro lugar | Terceiro lugar |  |  |                      |       |
|  |                         | Brasil                  | 2                    |           |                |                |  |  |                      |       |
|  | Brasil                  | Brasil                  | 2                    | 3         | Inglaterra     | 2              |  |  |                      |       |
|  | Brasil                  |                         |                      | 3         | Inglaterra     | 2              |  |  |                      |       |
|  | Estados Unidos          | 0                       |                      | Austrália | 1              |                |  |  |                      |       |
|  | Estados Unidos          | 0                       |                      |           | 1              |                |  |  |                      |       |
|  |                         |                         |                      |           |                |                |  |  | 20 de Março - Sydney |       |
|  |                         |                         |                      |           |                |                |  |  |                      |       |

### Quartos-finais
| 13 de Março de 1993 18:15 | Uruguai         | 1–2 (a.p.) | Austrália                | Brisbane                             |
|                           | Sena Lamela 21' | Relatório  | Agostino 59' Carbone 99' | Público: 14,000 Árbitro: Rémi Harrel |

| 13 de Março de 1993 20:30 | Rússia | 0–3       | Gana                          | Sydney                                   |
|                           |        | Relatório | Ahinful 72' Addo 75' Asare 83 | Público: 16,710 Árbitro: Rodrigo Badilla |

| 14 de Março de 1993 18:15 | Inglaterra | 0–0 (a.p.) (4–3 g.p.) | México | Melbourne                             |
|                           |            | Relatório             |        | Público: 11,000 Árbitro: Hellmut Krug |

| 14 de Março de 1993 20:30 | Brasil                     | 3–0       | Estados Unidos | Adelaide                                    |
|                           | Bruno 32' Adriano 51', 90' | Relatório |                | Público: 12,000 Árbitro: Kim Milton Nielsen |

### Semi-finais
| 17 de Março de 1993 18:30 | Austrália | 0–2       | Brasil                  | Melbourne                             |
|                           |           | Relatório | Marcelinho 77' Caté 89' | Público: 22,100 Árbitro: Hellmut Krug |

| 17 de Março de 1993 20:30 | Gana                         | 2–1       | Inglaterra         | Sydney                                       |
|                           | Ahinful 14' (g.p.) Gargo 24' | Relatório | Pollock 49' (g.p.) | Público: 21,069 Árbitro: Armando Pérez Hoyos |

### Terceiro lugar
| 20 de Março de 1993 16:30 | Inglaterra               | 2–1       | Austrália   | Sydney                                             |
|                           | Unsworth 39' Joachim 85' | Relatório | Milicic 52' | Público: 40,015 Árbitro: Letchmanasamy Kathirveloo |

### Final
| 20 de Março de 1993 19:00 | Gana     | 1–2       | Brasil           | Sydney Football Stadium, Sydney      |
|                           | Duah 15' | Relatório | Yan 50' Gian 88' | Público: 40,015 Árbitro: Ahmet Çakar |

| Gana | Brasil |

## Premiações

### Campeões
| Campeão do Mundial Sub-20 da FIFA de 1993 BRASIL 3º Título |

### Individuais
| Bota de Ouro   | Bola de Ouro | Fair Play  |
| -------------- | ------------ | ---------- |
| Henry Zambrano | Adriano      | Inglaterra |